# Fließem
Fließem település Németországban, Rajna-vidék-Pfalz tartományban. Lakosainak száma 697 fő (2023. december 31.).

## Népesség
A település népességének változása:
| Lakosok száma | 559  | 682  | 674  | 676  | 674  | 683  | 697  |
|               | 1975 | 2014 | 2017 | 2019 | 2021 | 2022 | 2023 |